# Operation Stealth
Secret Défense : Opération Stealth ou Operation Stealth (James Bond: The Stealth Affair aux États-Unis) est un jeu vidéo d'aventure de type pointer-et-cliquer développé et édité par Delphine Software en 1990 sur Amiga, Atari ST et DOS.

## Synopsis
John Glames (James Bond aux États-Unis), agent secret de la CIA, a pour mission de localiser en Amérique latine un avion furtif de haute technologie de type F-19 récemment conçu, qui a été volé à la NAS Miramar.
Le protagoniste se rend dans la république bananière de Santa Paragua pour enquêter ; lorsqu'il rencontre son contact, l'agent est apparemment assassiné et remet à Glames la clé d'un guichet de banque où sont conservés les documents relatifs à l'affaire. Après avoir récupéré une enveloppe, il s'avère que l'homme qu'il a rencontré était le colonel Karpov du KGB ; il explique qu'ils ont capturé le contact de la CIA et manipulé Glames pour qu'il ouvre sa mallette, car il en connaîtrait la combinaison. Karpov et Ostrovitch s'emparent des documents et emmènent Glames dans une grotte où il est laissé pour mort. Cependant, il s'échappe et nage jusqu'à la ville dans l'une des séquences d'arcade du jeu.
Errant dans un hôtel, Glames est confondu et accueilli comme quelqu'un qui lui ressemble ; une femme tente même d'assassiner Glames, mais elle est arrêtée lorsque cette personne, Otto, se présente. Glames et la femme sont capturés par les gardes d'Otto et jetés à la mer, mais les actions de Glames les sauvent tous les deux.
Ils sont sauvés et emmenés dans une base militaire dans la jungle. Glames apprend que la femme est Julia Manigua, la nièce du président Manigua ; son oncle a été remplacé par Otto par une figure de proue imposture, et un mouvement de libération tente de renverser le gouvernement fantoche. Ils pénètrent dans le palais présidentiel lors d'un festival en se faisant passer pour des artistes.
Là, ils sont découverts et Julia est arrêtée, mais Glames passe une série de labyrinthes, tout en évitant les gardes, et atteint le bureau d'Otto. Il récupère les documents dans un coffre-fort (qu'Otto avait récupéré des agents du KGB), et une fois de plus il est appréhendé par les deux agents ; c'est à ce moment-là qu'Otto émerge. Karpov s'échappe avec l'enveloppe et Glames le poursuit en scooter des mers, puis échappe aux hommes de main d'Otto.
Il est secouru par un sous-marin américain. À l'intérieur, le chef le débriefe et lui explique que le chasseur Stealth a été volé par l'organisation criminelle/terroriste mondiale Spyder, dirigée par le Dr Why, et qu'il menace d'attaquer les grandes villes du monde entier. Les documents retrouvés indiquent que le Stealth a atterri dans une base souterraine, et Glames plonge en scaphandre pour découvrir son entrée sous-marine.
A l'intérieur, Glames est arrêté mais s'échappe en utilisant certains de ses gadgets et atteint le quartier général de la base où le Dr Why et Otto l'attendent, avec Julia en otage. La base fait surface sous la forme d'une île volcanique artificielle et le Stealth est lancé. Glames crée une diversion et détruit les ordinateurs de la base, provoquant son effondrement et rendant le Stealth vulnérable. Le Dr Why s'échappe avec Julia à bord d'un hélicoptère détourné par Glames.
Il fait exploser l'hélicoptère, mais non sans avoir sauvé Julia et lui-même sur un bateau gonflable. À la fin, il est honoré comme un héros national par le général Manigua, avec Julia à ses côtés.

## Système de jeu
Secret Défense est le second jeu de la série « Cinématique » de Delphine Software après Les Voyageurs du temps. Il reprend le système de jeu de ce dernier en les améliorant et en supprimant les problèmes des objets trop petits à l'écran (le fameux petit drapeau rouge de 1 pixel).

## Équipe de développement
- Scénario : Paul Cuisset, Philippe Chastel
- Programmation : Paul Cuisset, Philippe Chastel, Jésus Martinez
- Graphismes : Imagex, Michèle Bacqué, Emmanuel Lecoz
- Musique : Jean Baudlot
- Effets sonores : Marc Minier
- Conversion IBM PC : Daniel Morais
- Illustration notice : Jean-Pierre Ferté
- Textes notice : Michael Sportouch

## Musique
Les musiques de Jean Baudlot, arrangées par Bruno Ribera, ont été regroupées sur un CD bonus, distribué avec certaines versions du jeu.
1. Operation Stealth Theme
2. Ambush in the Jungle
3. Airport Connection
4. Under the Spel of the Jaws
5. Hotel Santa Paragua
6. Julia of my Heart
7. Ratty Rats
8. Survival
9. The Ballad of J. and J.
10. Manigua Palace
11. The Rise of the Island
12. Happy Ending

## Réception
- Gen4 : 97%[3]